# HIP 11915
HIP 11915 är en sollik stjärna i Valfiskens stjärnbild. Runt den har en planet av Jupiters storlek upptäckts, på nästan exakt samma avstånd från sin stjärna som Jupiter. HIP 11915 har samma massa och är ungefär lika gammal som solen.